# Westrich (Dortmund)
Westrich ist der Statistische Bezirk 76 und zugleich ein Stadtteil der kreisfreien Großstadt Dortmund. Er liegt im Stadtbezirk Lütgendortmund. Der Ort wurde am 1. April 1909 nach Bövinghausen eingemeindet, mit dem er am 1. April 1928 in die Stadt Dortmund eingegliedert wurde.

## Geschichte
Westrich wurde erstmals vor 1220 und um 1220 als Westerwic in den Vogteirollen des Stifts Essen erwähnt. 1271 wird der Adelige Heribordi de Westerwic urkundlich erwähnt. 1281 ein Hinricus de Westerwic. Später der Ort auch Westerwich, Westerwik, Westrick oder Westerich genannt.
Westrich gehörte im Spätmittelalter und der Frühen Neuzeit als Bauerschaft (Westrick) im Oberamt Bochum und Kirchspiel Lütgendortmund zur Grafschaft Mark. Laut dem Schatzbuch der Grafschaft Mark von 1486 hatten die fünf steuerpflichtigen Hofbesitzer in der Bauerschaft zwischen einem Goldgulden und sechs Goldgulden an Abgabe zu leisten. Im Jahr 1705 waren in der Bauerschaft (Westerich) sieben Steuerpflichtige mit Abgaben an die Rentei Bochum im Kataster verzeichnet.
Die Deutung des Ortsnamens kann mit westlich gelegene Siedlung’ umschrieben werden.
Im 19. Jahrhundert war Westrich eine Landgemeinde im Landkreis Dortmund und Amt Lütgendortmund. 1885 hatte die Gemeinde (plus 2 Wohnplätze) eine Fläche von 1,73 km², davon 125 ha Ackerland, 10 ha Wiesen und 20 ha Holzungen. Es gab 29 Wohngebäude mit 60 Haushaltungen und 393 Einwohner.
Westrich liegt beidseits der Bockenfelder Straße, begrenzt durch die Dortmunder Vororte Kirchlinde, Marten, Bövinghausen und Lütgendortmund sowie die Stadt Castrop-Rauxel.
In Westrich befinden sich ein Fußballplatz und ein Sportplatz für Leichtathletik. Der Vorort verfügt außerdem über eine Tankstelle sowie eine Bäckerei mit Café und einen Kiosk. Das Wasserschloss Haus Dellwig im benachbarten Lütgendortmund befindet sich in fußläufiger Entfernung im Dellwiger Wald. Angrenzend an Westrich liegt das Schulzentrum Kirchlinde mit dem Bert-Brecht-Gymnasium Dortmund, der Droste-Hülshoff-Realschule und der Westricher Grundschule.
Westrich wird von zwei Buslinien der DSW21 im 20-Minuten-Takt bedient (Linie 462 und 470). Außerdem wird er nachts von der Nachtexpresslinie 9 angefahren. Die am nächsten gelegenen Bahnhöfe sind Dortmund-Lütgendortmund Nord und Dortmund-Bövinghausen an der Bahnstrecke Duisburg-Ruhrort–Dortmund, wo stündlich die Regionalbahn RB 43 (Dorsten – Dortmund) verkehrt.

## Statistik
Strukturdaten der Bevölkerung Westrichs:
- Bevölkerungsanteil der unter 18-Jährigen: 13,5 % [Dortmunder Durchschnitt: 16,2 % (2018)][7]
- Bevölkerungsanteil der mindestens 65-Jährigen: 23,0 % [Dortmunder Durchschnitt: 20,2 % (2018)][8]
- Ausländeranteil: 6,2 % [Dortmunder Durchschnitt: 22,3 % (2024)][9]
- Arbeitslosenquote: 6,6 % [Dortmunder Durchschnitt: 11,0 % (2017)][10]

Das Durchschnittseinkommen entspricht etwa dem Dortmunder Durchschnitt.

### Bevölkerungsentwicklung
| Jahr      | 1987 | 2003 | 2008 | 2013 | 2016 | 2020 | 2022 | 2023 | 2024 |
| --------- | ---- | ---- | ---- | ---- | ---- | ---- | ---- | ---- | ---- |
| Einwohner | 2660 | 2692 | 2735 | 2578 | 2592 | 2514 | 2491 | 2535 | 2570 |